# 女神 (藤井フミヤの曲)
「女神（エロス）」は、藤井フミヤの3枚目のシングル。1994年4月1日にポニーキャニオンより発売された。

## 概要
1stアルバム『エンジェル』先行シングル。
作曲はMr. Childrenの桜井和寿。
桜井が自身と接点があるアーティスト以外への楽曲提供は、2020年にTwenty★Twentyが発売した「smile」まで、フミヤのみであった。

## 収録曲
- 全作詞・プロデュース：藤井フミヤ

1. 女神（エロス） [3:11]
  - 作曲：桜井和寿 / 編曲：藤原ヒロシ・KUDO・小倉博和

三貴「ブティックJOY」CMソング。
フミヤが桜井に対して行った発注は、イーグルスの「呪われた夜」のような曲を、というものだった[2]。
デモテープはMr. Childrenのメンバーが演奏していたという[2]。
2. TRUE LOVE (acoustic version) [3:37]
  - 作曲：藤井フミヤ / 編曲：佐橋佳幸

2ndシングルのアコースティック・バージョン。
3. 女神（エロス） (ORIGINAL KARAOKE) [3:08]

## 収録アルバム
- エンジェル (#1)
- STANDARD (#1)
- SINGLES (#1)
- Re Take (#1)
- FUMIYA FUJII ANNIVERSARY BEST "15/25" (#1)
- FUMIYA FUJII ANNIVERSARY BEST "25/35" R盤 (#1)